# ギャラス・マックリアリー
ギャラス・マックリアリー（Garath McCleary、1987年5月15日 - ）は、イングランド・オックスフォード出身のプロサッカー選手。サッカージャマイカ代表。ポジションはFW。ウィコム・ワンダラーズFC所属。

## 経歴

### 初期
地元クラブのオックスフォード・ユナイテッドFCでプレーを始めたが、3ヶ月在籍しただけでトップチームには上がらず退団した。その後、もう一つの地元クラブであるオックスフォード・シティFCでシニアデビュー。以降、ノンリーグのクラブでキャリアを積んだ。

### ノッティンガム
2008年1月31日、トライアルを経てノッティンガム・フォレストFCとプロ契約を結んだ。2008年3月3日のカーライル・ユナイテッドFC戦でプロデビュー。4月1日のカーライル戦でプロ初ゴール。
2012年3月は1ヶ月間で6ゴールをマーク。この活躍からチャンピオンシップの月間MVPに選ばれた。またシーズン終了後、サポーター投票でチームの年間ベストプレーヤーに選ばれた。

### レディング
2012年5月16日、レディングFCと3年契約を結んだ。2014年10月3日、契約を2017年夏まで延長。2017年1月17日、契約を2020年夏まで延長。

### ウィコム
2020年11月4日、トレーニングに参加していたウィコム・ワンダラーズFCとシーズンいっぱいの契約を結んだことが発表された。

## 代表歴
イングランド生まれながら、ジャマイカにルーツを持つためジャマイカ代表を選択した。2013年1月24日、ジャマイカ代表初招集。2月6日、レディングのチームメイトのジョビ・マカナフ、エイドリアン・マリアッパと共に同試合に出場しジャマイカ代表デビュー。

### ゴール
| No | 開催日        | 開催地                           | 対戦国         | スコア | 最終結果 | 試合概要                    |
| -- | ------------- | -------------------------------- | -------------- | ------ | -------- | --------------------------- |
| 1. | 2014年3月5日  | グロス・アイレット, セントルシア | セントルシア   | 3–0    | 5–0      | 親善試合                    |
| 2. | 2015年7月8日  | カーソン, アメリカ               | コスタリカ     | 1–0    | 2–2      | 2015 CONCACAFゴールドカップ |
| 3. | 2015年7月14日 | トロント, カナダ                 | エルサルバドル | 1–0    | 1–0      | 2015 CONCACAFゴールドカップ |